# Stolna planina
Stolna planina jest planina ravnog vrha koja formira istaknuti orijentir s pogledom na grad Cape Town u Južnoafričkoj Republici. Planina se nalazi na zastavi Cape Towna i drugim obilježjima lokalne samouprave. Poznata je turistička atrakcija, a posjetitelji mogu doći do vrha žičarom ili pješačenjem. Planina je dio nacionalnog parka Stolna planina. Pogled s vrha Stolne planine opisan je kao jedan od najvažnijih epskih pogleda u Africi.

## Značajke
Glavna značajka Stolne planine jest plato od oko 3 km s jedne strane na drugu, a završava impresivnim liticama.

## Žičara
Žičara Stolne planine prevozi putnike od najniže stanice na Tafelberg Roadu, koja se nalazi na 302 m nadmorske visine, do platoa na vrhu planine. Najviša stanica nudi pogled preko Cape Towna, zaljeva Table i otoka Robben prema sjeveru, i Atlantsku obalu od zapada do juga.

## Galerija
- Pogled sa Signal Hilla s Devil's Peakom na lijevoj strani
- Gornja stanica na vrhu Lion's Heada
- Pogled na Lion's Head iz žičare na Stolnoj planini